# Guilty Pleasure (canção de Mia Dimšić)
"Guilty Pleasure" (em português: Prazer Culpado) é a canção que representou a Croácia no Festival Eurovisão da Canção 2022 que teve lugar em Turim. A canção foi selecionada através de uma final nacional realizada a 19 de fevereiro de 2022. Na semifinal do dia 10 de maio, a canção não constou de entre os dez qualificados, pois terminou a semifinal em 11º lugar com 75 pontos.